# Добрятино (сельское поселение)
Муниципальное образование «Посёлок Добрятино» — сельское поселение в Гусь-Хрустальном районе Владимирской области.
Административный центр — посёлок Добрятино.

## История
Муниципальное образование «Посёлок Добрятино» образовано 25 мая 2005 года в соответствии с Закон Владимирской области № 69-ОЗ. В его состав вошли территория посёлка Добрятино и бывшего Ильинского сельсовета.

## Население
| 2010  | 2011  | 2012  | 2013  | 2014  | 2015  | 2016  | 2017  | 2018  |
| ----- | ----- | ----- | ----- | ----- | ----- | ----- | ----- | ----- |
| 2640  | ↘2613 | ↘2553 | ↘2451 | ↘2314 | ↘2277 | ↘2222 | ↘2155 | ↘2049 |
| 2019  | 2020  | 2021  |       |       |       |       |       |       |
| ↘1966 | ↘1924 | ↗1964 |       |       |       |       |       |       |

## Состав сельского поселения
| № | Населённый пункт | Тип населённого пункта          | Население |
| - | ---------------- | ------------------------------- | --------- |
| 1 | Алфёрово         | деревня                         | ↘85       |
| 2 | Георгиево        | село                            | ↘150      |
| 3 | Добрятино        | посёлок, административный центр | ↘1372     |
| 4 | Ильино           | деревня                         | ↘306      |
| 5 | Махинский        | посёлок                         | ↘13       |
| 6 | Ново-Павликово   | деревня                         | →0        |
| 7 | Потапково        | деревня                         | ↘15       |
| 8 | Усады            | деревня                         | ↘23       |